# ヨナス・ヴァルカラ
ヨナス・ヴァルカラ（Jonas Varkala、1951年3月23日 - ）は、リトアニアの政治家。カトリック教会の神父でもある。

## 経歴
1980年、カウナス神学校卒業。その後2012年まで国内各地の教会で務める。
政党「勇気の道」設立後は党首を務める。2012年から国会議員。